# Domingo Pellicer
Domingo Pellicer Daviña (Vigo, 15 de abril de 1949-Pamplona, 7 de enero de 2020) fue un arquitecto español, catedrático de construcciones de la Universidad Politécnica de Madrid y de la Universidad de Navarra, e investigador del hormigón.

## Actividad profesional

### Formación académica y docencia universitaria
Tras licenciarse en arquitectura en la Universidad de Navarra (1973), comenzó su actividad docente impartiendo la asignatura construcción II. En 1977 se doctoró con la tesis Tecnología de los Hormigones Estructurales. Desde 1978, ocupó diversos cargos académicos: director de estudios de la Escuela Técnica Superior de Arquitectura (1978-1982); subdirector de la Escuela (1982-1994), y director del departamento de Edificación.
Posteriormente, continuó su labor docente en la Escuela Técnica Superior de Arquitectura de Sevilla, la de La Coruña y la de Madrid (ETSAM), donde ganó la cátedra de construcciones arquitectónicas en 1986. De regreso a Pamplona, continuó con su labor docente hasta su jubilación en 2019.

### Investigación
Desarrolló varios proyectos de investigación sobre construcción con hormigón, algunos de ellos centrados en el hormigón fabricado en Navarra.

### Edificación arquitectónica
Además de su actividad docente, Pellicer se dedicó profesionalmente al campo de la edificación. Concretamente desarrolló viviendas —tanto colectivas como unifamiliares—, edificios destinados a la docencia y naves industriales. En Bilbao, participó como consultor en la edificación del Museo Guggenheim y en la rehabilitación del colegio Luis Briñas, además de intervenir en la reparación del frontón de Guernica.

## Vida privada
Casado con Blanca, el matrimonio tuvo seis hijos: Blanca, María Eugenia, Teresa, Jesús, Diego y Javier.

## Publicaciones

### Sobre arquitectura
Publicó, entre otros, las siguientes monografías:
- El hormigón armado en la construcción arquitectónica (Tomo I y Tomo II), Madrid, Bellisco, 2010, 850 pp. Coedición con Cristina Sanz Larrea.
- Principios de construcción de estructuras, Pamplona, Ulzama, 2010, 289 pp.
- El ladrillo cerámico en la construcción arquitectónica, Madrid, Dossat, 2009, 340 pp. Coedición con Ana Sánchez-Ostiz.
- Construcción de estructuras metálicas, Madrid, Bellisco, 2002.
- Revestimientos y pinturas, Madrid, CIE Dossat 2000, 2003, 232 pp.
- Pavimentos, Madrid, CIE Dossat 2000, [2003], 228 pp.
- Este Coirós, quién viene siendo?: (cartas a un invasor sobre la perversión de la arquitectura), Pamplona, EUNSA, 1986, 175 pp.

### Sobre otras temáticas
- Gaudeámonos, hijitos, mayo-noviembre, 2015, 115 p.
- Mascarada, mayo-noviembre, 2013, 87 p.
- Cuentos y cuentecillos, 2012, 76 pp.
- Evaristo y el fantasma y otros cuentos, Pamplona, ed. del autor, 2012, 111 pp.
- De obispos y de meigas, Sant Joan Despí, Barcelona, Puerta con Puerta, 2010, 476 pp. Obra sobre el Camino de Santiago.[11]

Sus últimas aportaciones se centraron en un diccionario ilustrado por él de diversos términos relacionados con la construcción; y una documentada historia de la Escuela de Arquitectura, desde su inauguración (1964), con un gran número de referencias.